# 高體霞鯊
高體霞鯊（學名：Centroscyllium excelsum），又名高體黑棘鮫，是霞鯊屬的一種鯊魚，分佈在皇帝海峰的西北太平洋，介乎北緯50°至38°，水深800-1,000米。牠們可以生長達63厘米。
高體霞鯊是卵胎生的。

## 外部連結
- zipcodezoo

1. ↑  McCormack, C., Nakaya, K. & Samiengo, B. 2009. Centroscyllium excelsum. The IUCN Red List of Threatened Species 2009: e.T161740A5492923. https://dx.doi.org/10.2305/IUCN.UK.2009-2.RLTS.T161740A5492923.en. Downloaded on 12 October 2017.